# 御岳行者皇居侵入事件
御岳行者皇居侵入事件（おんたけぎょうじゃこうきょしんにゅうじけん）は，1872年3月26日（明治5年2月18日、以下では原典に沿って旧暦（天保暦）の日付を用いる）に、現在の東京都千代田区で発生した、御嶽講（木曽御嶽山信仰）の行者等の一団が、明治天皇に対する肉食禁止をはじめとする意見の具申を目的として，皇居（当時は「宮城」）に入ろうとした事件である。

## 事件の発端
殺生を禁じる大乗仏教と、死・産を穢れとする神道の影響で、日本では肉食は宗教的に禁忌とされ、皇室などの上流階級ではその傾向が特に強かった。しかし、文明開化の波が押し寄せる中、明治4年12月（1872年1月または2月）に宮中で肉食禁止令が解かれ、肉食が再び許されるようになった。
これは伝統的な宗教意識，とりわけ精進潔斎をその前提とする山岳信仰者達の意識に衝撃を加えた．しかも，その激変のただなかに，日本的伝統の保持者と彼らが信じ込んでいた天皇がいたのである．
御嶽講の行者であった熊沢利兵衛は、尾張国知多郡東端村（現・愛知県南知多町）の角佐兵衛の船「久宝丸」の水主頭を務めていた。先達の嘉七、常吉を含む一行は、塩を積み、明治4年9月（1871年10月または11月）に讃岐国を出港して神奈川や品川などで交易をおこなった。一行は利兵衛と嘉七以外の者も皆熱心な御嶽講の信者であった。
翌年の正月、伊豆の網代港で風待ちをして停泊していた際、利兵衛や先達嘉七、山口幸七、小伝次らは、「夷人（外国人）の来訪以来、日本人が肉食に偏り、神々の住まいがなくなってしまった。この船は清浄な船であるため、神が降臨し、我々に対して夷人を追討し、神仏や諸侯の領地を封建制度に戻すべきとの宣託を授けられた」と語り始めた。そこで、乗り合わせた10名がそれぞれ願書を作成し、天皇に直接訴え出る計画を立てたのであった。更に，もし天皇が彼らの申し立てを聞き入れない場合，暴力も辞さない積りであった。

## 事件の概要
明治5年2月18日（1872年3月26日）未明、鍛冶橋に到着し上陸した一行は、15日に常吉と斧吉が準備した白装束をまとい、利兵衛を先頭に短刀や棒を手に旧本丸の大手御門へと進んだ。利兵衛は、「もし手を胸に当てて真言を唱えれば、どれだけ敵が弓や砲で襲ってきても決して当たらない」と述べ、嘉七も「この白衣を着ていれば凡人の目には決して見えない。だから心に疑いを持ってはいけない」と語り、同行者たちもそれを信じていたようである。
一行が開門を要求すると、警備の兵士たちは「どこから来てどこへ行くのか」と尋ねた。これに対して一行は「我々は高天原から天降った行者であり、主上に直接訴えるために来たのだから通してほしい」と大声で答えた。しかし門が開かれなかったため、常吉は短刀を、嘉七は棒を使って門扉を突いて開けようとしたが叶わなかった。常吉は門の下をくぐって入り、潜り戸を開け、一同は中に入り元の扉を閉めた。そしてさらに内側の門に向かい大声で訴えたが、やはり開門されなかった。
利兵衛は「このまま放っておけば、神意により朝の8時を過ぎたら門が開くだろう」と主張したが、当然ながら門は開かなかった。そのうち、門内から兵士たちが刀や棒を出してきて、「一人ずつ通るようにせよ」と指示したが、利兵衛と先達の二人は「お前たちはただの兵卒で、何もわかっていない」と暴言を吐いた。
その時、門の内側から兵士が5、6人現れ、一行は厳重に囲まれて升形の中に閉じ込められた。利兵衛や嘉七らは持っていた樫の棒で門扉を打ち壊そうとしたが、兵士たちは発砲し、利兵衛と常吉らは刀を抜いて「銃弾は決して当たらない」と叫び、狂乱状態で門を突き打ち壊そうとしたが、兵士たちの発砲はさらに激しくなった．結局、4名（利兵衛，嘉七，清吉（東京深川）、秀吉）が銃弾に当たり即死し、3名が負傷、そのうち1名（常吉）はまもなく死亡した。船番を含む5名（源之助、斧吉、平吉，清吉（伊豆大島）、清吉（安芸国))が逮捕され、取り調べを受けた。
事件の詳細は、彼らの供述書に残された。加えて、廃藩置県直後の日本政局に重大な関心を寄せていた英国外務省は，この事件を政治がらみの天皇暗殺未遂事件と捉え，その原因を知るべく詳細な文書を残した．

## 歴史的評価
利兵衛らの思想は，新政府の開化政策ときびしく対立するもので，その要求内容は復古主義的であるが、強権的近代化政策の全体を"敵"として措定し，天皇制国家に真正面から挑戦した興味深い事例である、とされる。